# Dagsar (sockenhuvudort i Kina, Tibet Autonomous Region, lat 31,27, long 92,29)
Dagsar (kinesiska: Dasa, 达撒, Caqupaduo, 擦曲帕多, 达萨乡) är en sockenhuvudort i Kina. Den ligger i den autonoma regionen Tibet, i den sydvästra delen av landet, omkring 210 kilometer nordost om regionhuvudstaden Lhasa. Antalet invånare är 8 098. Befolkningen består av 3 964 kvinnor och 4 134 män. Barn under 15 år utgör 33 %, vuxna 15-64 år 62 %, och äldre över 65 år 4,0 %.
Runt Dagsar är det mycket glesbefolkat, med 5 invånare per kvadratkilometer. Det finns inga andra samhällen i närheten. Trakten runt Dagsar består i huvudsak av gräsmarker.
Genomsnittlig årsnederbörd är 799 millimeter. Den regnigaste månaden är juli, med i genomsnitt 231 mm nederbörd, och den torraste är december, med 4 mm nederbörd.